# Sínodo de Upsala
El Sínodo de Upsala, celebrado en 1593 en Upsala, ciudad sueca situada a unos 8o km al noroeste de Estocolmo, fue el sínodo más importante de la Iglesia de Suecia. El país había pasado por su Reforma protestante y roto con la Iglesia católica en la década de 1520, pero una confesión oficial de la fe nunca había sido declarada.

## Historia
El Sínodo fue convocado en Upsala por el duque Carlos, heredero al trono sueco. Cuatro obispos y alrededor de 300 sacerdotes estuvieron también presentes. El sínodo se inauguró el 1 de marzo, por Nils Göransson Gyllenstierna, y al día siguiente Nicolaus Olai Bothniensis, un profesor de teología en la Universidad de Upsala, fue elegido presidente.
El 5 de marzo, el sínodo había decidido declarar las Sagradas Escrituras como directriz única de la religión. Los tres credos —los Apóstoles, el Niceno, y el Atanasiano— fueron oficialmente reconocidos, y la luterana Confesión de Augsburgo (1530) fue adoptada inalterada.
Después de la aceptación unánime de la Confesión de Augsburgo, Nicolaus Olai Bothniensis, quién presidía el concilio, exclamó, «Ahora Suecia es un solo hombre , y todos nosotros tenemos un solo Señor y Dios».
Otra decisión importante fue que la doctrina luterana sería la única permitida; el calvinismo, el catolicismo y el zwinglianismo fueron oficialmente prohibidos. La liturgia del rey Juan III de Suecia (1537–1592), de inclinación católica, fue también rechazada.
El 15 de marzo, Abraham Angermannus fue elegido arzobispo de Upsala.
El sínodo se clausuró en 20 de marzo, después de que sus decretos fueran firmados, primero por el duque Carlos, por los miembros del consejo y los obispos, y después por representantes de todo el país.[cita requerida]
La serie internacional de libros Corpus Christianorum, publicó,  junto con un comentario detallado en inglés, una edición crítica de la decisión del Sínodo.

### Signatarios del Sínodo de Upsala
Fueron signatarios del Sínodo, entre otros:
- Christopherus Stephani Bellinus
- Johannes Stephani Bellinus
- Nicolaus Olai Bothniensis
- Laurentius Paulinus Gothus
- Olaus Canuti Helsingius
- Petrus Kenicius
- Olaus Martini
- Erik Sparre[3]
- Ericus Erici Sorolainen